# КСВК
КСВК (рос. Крупнокалиберная Снайперская Винтовка Ковровская) — російська великокаліберна снайперська гвинтівка, створена на базі гвинтівки СВН-98 (рос. Снайперская Винтовка Негруленко 98 года) на Ковровському заводі імені Дегтярьова (ЗИД). Спочатку гвинтівка називалася АСВК.
Технічно є 5-зарядною гвинтівкою з поздовжньо-ковзним поворотним затвором, скомпонована за схемою буллпап. Для стрільби з КСВК застосовуються снайперські набої калібру 12,7×108 мм, проте можуть бути використані будь-які набої стандарту 12,7×108 мм. Подача набоїв при стрільбі здійснюється з коробчастого магазина. Призначена для ураження неброньованої і легкоброньованої техніки і обладнання противника на відстані до 1000 метрів, а також живої сили противника на відстані до 1500 метрів.
Заявлений виробником середній поперечник розсіювання становить близько 160 мм на відстані в 300 метрів (без використання спеціального боєприпасу). Комплектується оптичним прицілом 1П71 або 1ПН111, також забезпечена механічними прицільними пристосуваннями, що включають мушку і цілик, змонтовані на прицільній планці, якою можна користуватись як ручкою для перенесення гвинтівки.

## Бойове застосування
Щонайменше одна гвинтівка КСВК знаходилась на озброєнні російських терористів під час Війни на сході України.